# スカウス
スカウス（英: Scouse、[skaʊs]）は、イングランド北西部のカウンティ（州）マージーサイドに由来する英語の訛り・方言である。公式にはリヴァプール英語またはマージーサイド英語と呼ばれる。スカウスの訛り（アクセント）は非常に特徴的で、近隣の地域の訛りとの共通点はほとんどない。1950年代までは主にリヴァプールに限定されていたが、スラムの撤去によりリヴァプールからマージーサイドの新しく開発された周辺地域への移入が始まった。ザ・ドックス（リヴァプールの港）で働いていた船乗りなどが食べていたシチュー、スカウスにちなんで名づけられた。
1950年代から続くリバプールの発展により、ランコーンやウィドネスの町といった近隣の地域にも訛りが広がっている。スカウスの中には様々な違いがあることが指摘されており、市の中心部と北部地域の速い訛りは一般的に「きつい」「砂っぽい」と表現され、南部郊外の遅い訛りは「柔らかい」「暗い」と表現されている。人気のある地元のことわざも、歴史的なランカシャー方言からの逸脱や、より広い地域での訛りの影響力の増大を示している。リバプール出身者や住民は正式にはリバプール人（Liverpudlian）と呼ばれるが、スカウサー（Scouser）と呼ばれることのほうが多い。
リヴァプール北部の訛りは主流のメディアで取り上げられ、ハリー・エンフィールド＆チャムズやそのザ・スカウサーズの寸劇といったコメディ番組ではあざ笑われるだけであることが多い。リヴァプール訛りはイギリスで最も人気のない訛りの一つである（リヴァプール訛りよりも人気がないのは大抵バーミンガム訛りだけである）。逆に、ニューカッスル訛りと並んで最も親しみやすいイギリスの訛りの1つと評価されている。スカウスの北部の変種は、部外者がビートルズのような南リヴァプール訛りがもはや存在しないと勘違いするほどリヴァプールの代名詞となっており、南部郊外出身者が自身をリヴァプール出身ではないと疑う人に遭遇することも珍しくない。

## 語源
Scouseという単語はロブスカウス（lobscouse）の短縮形である。ロブスカウスという単語の起源はよく分からない。ノルウェー語の「lapskaus」、スウェーデン語の「lapskojs」、デンマーク語の「labskovs」、低地ドイツ語の「Labskaus」と関連があり、船乗りによって一般的に食べられる同名のシチューを指す。19世紀、リヴァプール、ビルケンヘッド、ブートル、ワラシーの貧しい人々は、安い料理で、船員の家族には馴染みのあるものだったため、一般的にスカウスを食べていた。部外者は、これらの人々をスカウスと呼ぶ傾向があった。『ランカシャー方言・伝統・民俗学辞典』の中で、アラン・クロスビーは、この言葉が全国的に知られるようになったのは、リヴァプールの社会主義者とコックニーの保守主義者が定期的に口論をしていたBBCのシットコム『Till Death Us Do Part』（1965年 - 1975年）の人気であったことを示唆している。

## 起源
元々は小さな漁村であったリヴァプールは、特にアイルランドとの交易を中心に港として発展し、1700年代以降は国際的な貿易・産業の中心地として発展した。イギリス、アイルランド、北ヨーロッパの他の地域からの移民と一緒に、さまざまな地域からの船乗りや貿易人がこの地域に進出したことで、この街はいくつかの言語や方言のるつぼとなった。19世紀半ばまでは、地域の支配的な訛りは、近隣地域のランカシャーの訛りに似ていた。アイルランドやウェールズからの移民の影響とヨーロッパの訛りが組み合わさって、独特のリバプール訛りが生まれた。リバプールの特徴的なアクセントが最初に言及されたのは1890年のことだった。言語学者のジェラルド・ノウルズは、アクセントの鼻音性が19世紀の公衆衛生の悪さに由来し、この公衆衛生の悪さによって、多くの人々が長い間風邪をひいていたために、鼻声によるアクセントが標準とみなされ、言語を学ぶ他の人に模倣されるようになったと示唆している。

## 学術研究
イギリスにおける初期の方言研究の時代には、スカウスはほとんど取り上げられていなかった。初期の研究者であるアレクサンダー・ジョン・エリスは、リヴァプールとビルケンヘッドには「適切な方言がなかった」と述べたが、これは、エリスが方言を、最初期のゲルマン語話者から何世代にもわたって受け継がれてきた話し言葉として考えていたためである。エリスはウィラル半島のいくつかの場所を調査したが、これらの回答者はスカウスではなく当時の伝統的なチェシャー方言で話していた。1950年代の英語方言調査では、ヘイルウッドの町の伝統的なランカシャー方言が記録されたが、スカウスの影響は見られなかった。音声学者のジョン・C・ウェルズは、調査の主要な成果である『イングランドの言語地図』の中で、「スカウス訛りは存在しないようだ」と書いた。スカウスの最初の学術研究は、1973年にジェラルド・ノウルズによってリーズ大学で行われた。ノウルズは、従来の方言研究が単一の祖語からの発展に焦点を当てていたのに対し、スカウス（や他の多くの都市部の方言）は未知の数の相互間の相互作用から生まれたものであるということが重要な問題であると指摘した。また、スカウスが他のイギリスの訛りと容易に区別される方法は、伝統的な音韻表記では十分にまとめられないとも指摘した。

## 音声学と音韻論
この項目で使用される音素表記はWatson (2007)によって使用された記号のセットに基づく。

### 母音

#### 単母音
|      | 前舌 | 前舌 | 中舌 | 後舌 | 後舌 |
| 短   | 長   | 短   | 中舌 | 長   |      |
| ---- | ---- | ---- | ---- | ---- | ---- |
| 狭   | ɪ    | iː   | ʉː   | ʊ    |      |
| 中央 | ɛ    | eː   | ə    |      | ɔː   |
| 広   | a    |      |      | ɒ    | ɑː   |

スカウスの単母音（Watson (2007)から）。//eː// および //ɑː// はかなりの異音変異を示す。

スカウスの二重母音（その1、Watson (2007)から）

スカウスの二重母音（その2、Watson (2007)から）。//ɛʉ// はかなりの異音変異を示す。

- 他の北方英語の変種と同様に、スカウスはFOOT-STRUTおよびTRAP-BATH分裂をしていないため、cut /kʊt/ とpass /pas/ のような単語は、put /pʊt/ とback /bak/ と同じ母音を持つ[30][31]。しかし、中産階級の人によっては、よりRPに近い発音を使う人もいるため、cutとpassは /kʌt/ と /pɑːs/ になることがあり、前者は北部イングランド英語では通常見られない追加の音素 /ʌ/を含む。一般的に、話者は /ʊ/ と /ʌ/、または /a/ と /ɑː/ を区別することがあまりうまくできず（BATH単語のみ）、過剰修正になることが多い。Good luck あるいはblack castleといった発声は、RP的な /ˌɡʊd ˈlʌk/、/ˌblak ˈkɑːsəl/ あるいはスカウスの /ˌɡʊd ˈlʊk/、/ˌblak ˈkasəl/ ではなく /ˌɡʌd ˈlʊk/ と /ˌblɑːk ˈkasəl/ になることがある。Goodとluckの母音の区別に成功した話者は、2番目の単語でRP的な [ʌ] の代わりにシュワー [ə]（別個の音素 /ʌ/ ではなく、/ə/, として音素的に識別されるべき）を使用することができるので、good luckを /ˌɡʊd ˈlək/と発音することができる[30]。
- 単語book、cook、lookは、典型的にFOOTの母音ではなくGOOSEのようにと発音され、これはイングランド北部とミッドランズで当てはまる。これによって、lookとluck、bookとbuckのようなミニマル・ペア（最小対語）が生じる。こういった単語での長い /uː/ の使用は、労働者階級の訛りでよく使われるが、最近ではこの特徴はより劣性化しており、若者にはあまり見られなくなってきている[28]。
- 一部の話者は強勢のない母音の同化（英語版）（weak vowel merger）を示すので、強調されていない /ɪ/ が /ə/ と同化する。そのような話者の場合、eleven とorangeは/ɪˈlɛvən/と/ˈɒrɪndʒ/ではなく、/əˈlɛvən/と/ˈɒrəndʒ/と発音される[32]。終位置では、/iː, ʉː/ がやや二重母音性 [ɪ̈i ~ ɪ̈ɪ, ɪ̈u ~ ɪ̈ʊ] となる傾向がある。また、school [skɪ̈ʊl] といった単語では /l/ の前にも起こることがある[33]。
- /ʉː/ は典型的には中舌母音[ʉː]で、/iː/ の円唇化した対応音素になるように/iː/まで前舌化することさえもある[28]。
- HAPPYの母音は緊張した[i]で、/iː/ 音素に属していると分析される[32]。
- /eː/には膨大な異音変異がある。他のほとんどのイングランドの訛りに反して、/eː/ 母音はSQUARE語彙集合（レクシカル・セット）とNURSE語彙集合の両方に広がる。この母音は、非円唇前舌母音 [ɪː, eː, ëː, ɛː, ɛ̈ː]、円唇前舌母音[œː]、非円唇中舌母音[ɘː, əː, ɜː]、円唇中舌母音[ɵː]の変種がある。[əɛ]型、 [ɛə]型の二重母音も可能である[28][34][35][36][37]。簡単のため、この記事では、記号⟨eː⟩のみを使用する。どの現実態が最も一般的であるかについては意見が完全に一致していない:
  - Wells (1982)によれば、[ɛ̈ː]と[ëː]であり、前者がより保守的[34]。
  - Beal (2004)によれば、[ɛː]と[ɜː]であり、後者がより保守的[36]。
  - Roca & Johnson (1999)によれば、[ɘː]である[35]。
  - Beal (2004)によれば、[ɛː] と [ɜː]であり、後者がより保守的。
  - Watson (2007)によれば、典型的には[eː ~ ɛː ~ ɪː] 型の前舌母音である[28]。
  - Gimson (2014)によれば、[œː]である[37]。
- 中流階級の話者は、RP同じように、SQUAREとNURSEを、前者に前舌母音[ɛː]、後者に中舌母音[ɜː]を使用することによって区別するかもしれない[28]。
- /ɑː/の現実態については完全に一致していない:
  - Watson (2007)によれば、後舌母音[ɑː]であり、一部の話者では前舌母音[aː]が一般的な現実態である。
  - Collins & Mees (2013)とGimson (2014)によれば、典型的には前舌母音[aː]である[31][38]。

#### 二重母音
| 始点 | 終点        | 終点  | 終点 |
| 始点 | [-後]       | [+後] |      |
| ---- | ----------- | ----- | ---- |
| 狭   | [iɛ] ([uɛ]) |       |      |
| 中央 | [eɪ ɔɪ]     | [ɛʉ]  |      |
| 広   | [aɪ]        | [aʊ]  |      |

- NEARの母音/iɛ/は典型的には前舌第二要素[ɛ]を持つ[29]。
- CUREの母音/uɛ/はTHOUGHTの母音/ɔː/と同化していることが多く、sureはしばしば/ʃɔː/となる。THOUGHTと異なる時、この母音は二重母音[uɛ]または2音節列[ɪuə]もしくは[ɪwə]である。後ろの2つの現実態は音節列/ʉːə/と音素的に解釈されるべきである。単母音[ɔː]以外の変種は非常に保守的であると考えられている[32]。
- FACEの母音/eɪ/は典型的には二重母音[eɪ]であり、他の北部イングランド訛りで一般的見られる短母音[eː]ではない[39]。
- GOATの母音/ɛʉ/はかなりの異音変異を持つ。その始点は前舌半広母音母音[ɛ]、前舌半狭母音[e]、または中舌中央母音[ə]となりうるが（NURSEの母音と同様）、その終点は、かなり狭い中舌母音[ʉ̞]とより後舌化した[ʊ]の間で異なる。最も典型的な現実態は[ɛʉ̞]であるが、 [ɛʊ, eʉ̞, eʊ, əʉ̞]およびRPのような[əʊ]も可能である[28]。Wells (1982)は[oʊ]と[ɔʊ]も挙げている。Watsonによれば、[eʊ]版は中舌化した始点[ë]を持つ。この母音およびそれに似た変種は、他の開いたスカウス母音と組み合わせて、「不適切に」上流階級のように聞こえる[33]。
- より古いスカウスは対立的なFORCEの母音/oə/を持つ。これは、現在はTHOUGHT/NORTH /ɔː/と通常同化している[32]。
- PRICEの母音/aɪ/は特定の環境において[äː]へと単母音化しうる[28]。Wells (1982)およびWatson (2007)によれば、二重母音性の現実態は保守的なRP規範（[aɪ]）と極めて近いが[29][40]、Collins & Mees (2013)によれば、かなり後舌化した始点（[ɑɪ]）を持つ[31]。
- MOUTHの母音/aʊ/は[aʊ]であり、RP規範に近い[29][40]。

### 子音
- NG-合着（英語版）は他の北部イングランド訛りのように存在しない。例えば、alongは[əˈlɒŋɡ]と現実態化する[41]。
- 世界中の他の多くの訛りと同様に、G-脱落も発生し、[ən]は[ɪŋɡ]の代用となる[41]。
- /t/は環境に依存して複数の異音を持つ。
  - [h]への非口腔音化。より高齢の話者のみがポーズ前に短母音を持つ機能語においてこれを行っている。it, lot, not, that, whatはそれぞれ[ɪh, lɒh, nɒh, d̪ah, wɒh]と発音される。その一方で、より若い話者は一方、若い話者は、強勢のない音節の多音節単語でさらに非口腔音化することがあり、aggregate, maggot, marketは[ˈaɡɾɪɡɪh, ˈmaɡɪh, ˈmaːxɪh]と発音される[42]。
  - 語末および別の母音の前では、典型的には[ɹ]または[ɾ]と発音される。これはいくつかの他の北部イングランド訛りで見られる[42]。
  - /t/の声門閉鎖音化もイギリスの他地域と同様に起こり、[ʔ]は/l/や他の成節子音（英語版）前で現われるが、まれである[42]。
- 無声破裂音/p, t, k/の摩擦音化:
  - /t/の語頭での破擦音化（[t͡s]となる）; 母音間（英語版）および語末での子音弱化（[θ̠~ð̠]のように様々に調音される）[42]。
  - /k/ は破擦音や摩擦音に変化しうる（先行する母音の質によって主に決定される）[42]。摩擦音の場合、硬口蓋音、軟口蓋音、または口蓋垂音調音（それぞれ[ç, [x, χ]]）が現実態化される。これは、bookおよびclockのような単語ではっきりと見られる[42][40]。
  - かなりまれに、 /p/ が [ɸ] へと摩擦音化しうる[42]。
- 他の英語の変種と同様に、無声破裂音/p, t, k/は、同じ音節内で/s/が先行する場合を除いて、語頭で帯気音になる。また、語末や発話末でも起こる。発話末環境では潜在的に前気音化（英語版）した発音[ʰp, ʰt, ʰk]となる（閉鎖音と同じ環境で生成される声門子音（英語版）噪音あるいは口摩擦音として知覚されることが多い）。女性話者で主にみられる[41]。
  - 有声破裂音/b, d, ɡ/も摩擦音化しうる。特に/d/が/t/と同程度まで子音弱化するが、/t/に頻繁に無声化する[29]。
- 歯摩擦音（英語版）/θ, ð/はアイルランドからの影響の下で歯閉鎖音[t̪, d̪]として現実態化することが多いが、摩擦音形も見られる[41]。
- この訛りは非R音性である。これは、/r/が後ろに母音が来ない限り発音されないことを意味する。発音される時は、特に母音間（mirror, very）でははじき音[ɾ] として、または子音連結（breath, free, strip）として、それ以外では接近音[ɹ]として通常現実態化する。にもかかわらず、はじき音が典型的に現実態化する場所でも、接近音の現実態が見られうる[41]。

## 語彙と構文
アイルランドからの影響が顕著な事柄としては、Hという文字の名前にhを付加して発音したり（[heɪtʃ]と言われる）、二人称複数形「you」を「yous」[juːz]と言ったりすることが挙げられる。また、「my」の代わりとしての「me」の使用も存在する。すなわち、"that's my book you've got there" ではなく "that's me book you got there" となる。"That's my book (not your book)" の例のように「my」が強調される時は例外である。その他の一般的なスカウスの特徴には、"give us" の代わりに "giz" を使うこと（これは1982年のテレビドラマ『ボーイズ・フロム・ザ・ブラックスタッフ』でイギリス中に有名とになった）、"made up" という言い回しを "extremely happy" という意味で使うこと（例えば "I'm made up I didn't go out last night"）、"okay" に対する "sound"、"great" に対する "boss" という言い回しがある。これは、"How are you? "への返答として "I'm boss " といったように健康に関する質問に答えるのにも使えるし、悪いな状況でも皮肉を込めて使うことができる（悪いニュースを聞かされたときの "sound "という返答は、"good "や "okay "という皮肉に変換される）。

## 国際的認知
スカウスは他の英語の方言と非常に区別しやすい。この国際的な認知度の高さから、Keith SzlampはIANAにスカウスをインターネット方言として認めてほしいと1996年9月16日に要求した。数多くの文献を引用した後、この申請は2000年5月25日に受理され、現在では、この方言を使用するインターネット文書は、言語タグ "en-Scouse "を使用してスカウスとして分類することができるようになった。スカウスは、国際的な文化現象となったビートルズの訛りとしてもよく知られるようになった。ビートルズのメンバーがリヴァプール出身であることで有名だが、彼らのアクセントは南部郊外で見られるより古いランカシャー様のリヴァプール方言とより共通している。この訛りは1960年代以降に、主にリヴァプールの中心部および北部地域において、スカウスへと変化していった。一部の専門化は大気の質の改善を潜在的要因として挙げている。

## 語彙集
- Abar: About
- Antwacky: Old-fashioned
- Arl arse: Unfair/mean
- Aul fella: Father（父）
- Bail/ Bail it: To leave or decide to not do something
- Baltic: Freezing
- Barnet: Hair（髪）
- Barneted: On drugs
- Be arsed: Can't be bothered
- Beak/lemo: コカイン
- Bevvy: アルコール飲料
- Bevvied: Drunk
- Bezzy: Best friend（親友）
- Bifter/ciggy: Cigarette（巻きたばこ）
- Bird: Girlfriend（ガールフレンド）
- Bizzy: Police officer（警官）
- Blag: Fake
- Blueshite: エヴァートンFCあるいはそのファンを指すためにリヴァプールファンによって使われる
- Boss: Great
- Brass/Brass House: Prostitute/Brothel（売春宿）
- Brekkie: Breakfast（朝食）
- Butty: Sandwich（サンドウィッチ）
- Chocka: Heavily populated/busy
- Clobber: Clothes
- Clocked/Clocked it: To notice or see something
- Cob on: Bad mood
- Da: Father（父）
- Dead: Very
- Devoed: Devastated
- Divvy: Idiot
- Gary: Ecstasy pill. Originates from Cockney rhyming slang of footballers name Gary Abblett, which rhymes with tablet.
- Gegging in: Being intrusive
- Get on it/that: To do something or look at something
- G'wed: Go ahead
- Heavy: An expression used when something is very bad and less frequently when something is very good
- Fuming: Extremely angry
- Is right: An expression of agreement
- Jarg: Fake
- Jib off/sack off: To avoid doing something or dump a boyfriend/girlfriend
- Kecks: Pants
- Ken: House
- Kip: Sleep
- Lad/la/lid: Male friend or young man in general
- Lecky: Electricity
- Ma: Mother
- Made up: Extremely happy
- Meff: A person who lacks intelligence or is otherwise disliked
- Ming: A person who is unattractive or not well liked
- Minty: Dirty
- Moody: When someone or something is bad
- Offie: Off-licence
- Ozzy: Hospital
- Plazzy: Plastic
- Plod: Police
- Prin: A girl or woman (short for Princess)
- Proper: Really/very
- Redshite: リヴァプールFCあるいはそのファンを指すためにエヴァートンファンによって使われる
- Scally: Chav
- Scatty: When something is dirty or strange
- Scran: Food
- Sound: Okay
- Swerve: Avoid
- Ta: Thanks
- Ta-ra: Goodbye
- Terrored: When someone is being mocked or hounded about something (Short for Terrorised)
- Trackie: Tracksuit
- Twisted: On drugs
- Webs: Trainers
- West: Weird or crazy
- Wool/Woolyback: Someone from the towns and villages near Liverpool
- Yous/Youse: 2nd person plural.

## 推薦文献
- 安藤聡 (2006). “英語の方言 – リヴァプール編”. 語研ニュース 16:  11–15.
- Black, William (2005), The Land that Thyme Forgot, Bantam, p. 348, ISBN 0-593-05362-1
- Tony, Crowley (2012), Scouse: A Social and Cultural History, Liverpool University Press, ISBN 978-1846318399
- Honeybone, Patrick (2001), “Lenition inhibition in Liverpool English”, English Language and Linguistics (Cambridge University Press) 5 (2):  213–249, doi:10.1017/S1360674301000223
- Marotta, Giovanna; Barth, Marlen (2005), “Acoustic and sociolingustic aspects of lenition in Liverpool English”, Studi Linguistici e Filologici Online 3 (2):  377–413
- Shaw, Frank; Kelly-Bootle, Stan (1966), Spiegl, Fritz, ed., How to Talk Proper in Liverpool (Lern Yerself Scouse), Liverpool: Scouse Press, ISBN 0-901367-01-X